# 八代市立金剛小学校
八代市立金剛小学校（やつしろしりつ こんごうしょうがっこう）は、熊本県八代市高植本町にある公立小学校。また、ここでは八代市立金剛小学校弥次分校（やつしろしりつ こんごうしょうがっこう やつぎぶんこう）および、八代市立金剛小学校敷川内分校（やつしろしりつ こんごうしょうがっこう しきがわうちぶんこう）についても記述する。

## 沿革
- 1875年（明治8年）1月15日 - 高植尋常高等小学校創立。
- 1922年（大正11年）4月1日 - 高植、敷川内、弥次の3小学校が合併、本校、敷川内分教場、弥次分教場と呼ぶ。
- 1943年（昭和18年）2月11日 - 新校舎落成により、現在地へ移転。
- 1954年（昭和29年）4月1日 - 八代市に合併、八代市立金剛小学校へと改称。
- 1965年（昭和40年）3月18日 - 校歌、校旗制定式。
- 1970年（昭和45年）12月頃 - 敷川内分校改築。
- 1975年（昭和50年）2月16日 - 本校校舎改築、創立100周年記念式典。
- 2004年（平成16年）3月26日 - 弥次分校校舎改築。
- 2015年（平成27年） - 本校新校舎建替完了。
- 2017年（平成29年）3月31日 - 敷川内分校閉校。

## 所在地
- 高植本校：熊本県八代市高植本町1207
- 弥次分校：熊本県八代市三江湖町1472-1
- 敷川内分校：熊本県八代市敷川内町1133（2017年閉校）

## 通学区域
- 八代市
  - 敷川内町　催合町　揚町　高植本町　水島町　鼠蔵町　三江湖町　北原町　葭牟田町　南平和町　北平和町[1]

## アクセス
- 高植本校：産交バス「金剛小学校前」より徒歩約0分

- 弥次分校：乗合タクシー「弥次分校前」より徒歩約0分

- 自家用車（いずれも高植本校まで）
  - 八代南インターチェンジより車で約7分
  - 八代駅より車で約20分
  - 新八代駅より車で約30分

## 周辺施設
- 万葉の里水島
- 八代市立第六中学校
- 八代南インターチェンジ

## 備考
- 入学式、運動会等など学校行事は分校の児童も高植本校に集まり、合同で行われる。
- 弥次分校の児童は、小学4年から高植本校への通学となる。
- 高植本校は老朽化に伴い、2015年に新校舎が落成。

## 進学先中学校
- 八代市立第六中学校

## 著名な出身者
- 八代亜紀（歌手）
- 麻原彰晃